# Stellet Licht
Stellet Licht (auch Stilles Licht bzw. Luz silenciosa, englischer Titel Silent Light, Festivaltitel Lumière silencieuse) ist ein Spielfilm von Carlos Reygadas. Der Film wurde für den Wettbewerb der 60. Internationalen Filmfestspiele von Cannes nominiert.

## Handlung
Stellet Licht erzählt die tragisch-poetische Liebesgeschichte eines plautdietschen Mennoniten im Norden Mexikos. Der mit Esther verheiratete Johan ist Bauer, hat 6 Kinder und lebt in einer religiös geprägten Siedlungskolonie, in der Plautdietsch gesprochen wird. Damit, dass er mit einer anderen Frau (Marianne) ein Verhältnis hat und zwei Frauen gleichzeitig liebt, begeht er eine unverzeihliche Sünde und stellt sich gegen seine Gemeinde und Gott. Heftige Gewissenqualen treiben Johan an den Rand seiner seelischen Belastbarkeit. Er spricht mit beiden Frauen offen über seine Gefühle, auch wenn es noch so verletzend für sie ist. Johan glaubt trotz allem daran, dass das Paradies auch auf Erden existieren kann.

## Hintergrund
Der mexikanische Regisseur Carlos Reygadas besetzte Stellet Licht mit Laiendarstellern, wie zuvor schon in seinen Filmen Japón und Battle in Heaven. Gefilmt wurde im Umland der nordmexikanischen Mennonitenmetropole Cuauhtémoc.
Die Originalsprache des Filmes ist Plautdietsch, eine westpreußische Varietät des Niederdeutschen. Der Film wurde bei der Premiere in Cannes 2007 mit Untertiteln in englischer und französischer Sprache vorgeführt. Stellet Licht ist der erste internationale Kinofilm in plautdietscher Sprache.
Die Hauptdarsteller spiegeln mit ihren Herkunftsländern einen Teil der russlandmennonitischen Migrationsgeschichte: Miriam Toews lebt in Kanada, wohin Ende des 19. Jahrhunderts ein großer Teil der Mennoniten aus dem damaligen Südrussland (heute Ukraine) ausgewandert ist. Einige dieser Russlandmennoniten haben in den 1920er Jahren und später neue Kolonien in Mexiko gegründet, wo Cornelio Wall heute zuhause ist. Der Teil der Russlandmennoniten, der bis zum Zweiten Weltkrieg in der Sowjetunion geblieben ist, ist inzwischen auch weiter gewandert, nämlich als Teil der Aussiedlergruppe nach Deutschland – Maria Pankratz ist eine von ihnen; sie ist in Kasachstan geboren und lebt heute im westfälischen Espelkamp.
Sowohl Maria Pankratz als auch Miriam Toews wurden im Sommer 2006 über den Verein Plautdietsch-Freunde e. V. (Detmold) durch Peter Wiens vermittelt.
Der Film wurde vom World Cinema Fund (WCF) der Berlinale gefördert. Die Produzenten waren Mantarraya Producciones und NoDream, gemeinsam mit BAC Films, Arte France Cinema, Foprocine und Motel Films als Co-Produzenten.

## Kritik
Olivier Bombarda schreibt auf den Arte-Internetseiten zu Stellet Licht, dass „auch im Nachhinein von ‚Lumière Silencieuse‘ ein faszinierendes Gefühl“ ausgehe, und dass dies ein Gefühl „der Erhebung der Seele zum Göttlichen, wie ein Gebet“ sei. Der Grund dafür: In Stellet Licht, „dieser so einfachen Geschichte“, würde „noch im letzten Moment die Vorstellung eines Wunders ins Spiel gebracht“, so Bombarda, und die Bilder seien „von so erstaunlicher Schönheit“.

## Auszeichnungen
- 2007 60. Filmfestspiele von Cannes – Goldene Palme (Nominierung)
- 2007 60. Filmfestspiele von Cannes – Preis der Jury (Gewinner, gemeinsam mit Marjane Satrapis und Vincent Paronnauds Persepolis)
- 2007 Chicago International Film Festival – Gold Hugo (Gewinner)
- 2007 Huelva International Film Festival – Colón de Oro (Gewinner)
- 2007 Bergen International Film Festival – Norwegian Film Institute’s Import Award (Gewinner)
- 2007 Stockholm International Film Festival – „Bestes Drehbuch“ (Gewinner)
- 2007 Internationales Festival des Neuen Lateinamerikanischen Films – Gran Coral (Gewinner)
- 2008 Academia Mexicana de Artes y Ciencias Cinematográficas – Premio Ariel (9 Nominierungen)
- 2008 Academia Mexicana de Artes y Ciencias Cinematográficas – „Bester Film“ (Gewinner)
- 2008 Academia Mexicana de Artes y Ciencias Cinematográficas – „Bester Regisseur“: Carlos Reygadas (Gewinner)
- 2008 Academia Mexicana de Artes y Ciencias Cinematográficas – „Bestes Originaldrehbuch“: Carlos Reygadas (Gewinner)
- 2008 Academia Mexicana de Artes y Ciencias Cinematográficas – „Beste Nebendarstellerin“: Maria Pankratz (Gewinner)
- 2008 Academia Mexicana de Artes y Ciencias Cinematográficas – „Beste Kamera“: Alexis Zabé (Gewinner)
- 2008 Arsenals Film Festival Riga – Interfilm-Preis (Gewinner)[4]

Mexikos „Academy of Cinematographic Arts and Sciences“ hatte Stellet Licht im Oktober 2007 zur Nominierung für den amerikanischen Oscar 2008 für den besten fremdsprachigen Film vorgeschlagen.